# 岑溪乡
岑溪乡，是中华人民共和国重庆市秀山土家族苗族自治县下辖的一个乡镇级行政单位。

## 行政区划
岑溪乡下辖以下地区：
新桥村、桂林村、桐木村、和平村、两河口村和贵阳村。